# Sommer-Paralympics 2012/Teilnehmer (Niederlande)
| stlisierte Goldmedaille | stlisierte Silbermedaille | stlisierte Bronzemedaille |
| ----------------------- | ------------------------- | ------------------------- |
| 10                      | 10                        | 19                        |

Die Niederlande entsandten zu den Paralympischen Sommerspielen 2012 in London (29. August bis 9. September) eine aus 91 Sportlern bestehende Mannschaft. Insgesamt gewann die Niederlande 39 Medaillen und fand sich auf Platz 10 des Medaillenspiegels wieder.
Flaggenträger war Ronald Hertog, der bei den Spielen selbst im Speerwurf (F44) eine Bronzemedaille gewann.

## Medaillengewinner

### Gold
| Name                                         | Sportart        | Wettkampf                                   |
| -------------------------------------------- | --------------- | ------------------------------------------- |
| Marc Evers                                   | Schwimmen       | 100 m Rücken (S 14) – Männer                |
| Kathrin Goeken                               | Radfahren       | Straßenrennen Einzelzeitfahren (B) – Frauen |
| Mijam de Koning-Peper                        | Schwimmen       | 50 m Freistil (S6) – Frauen                 |
| Marlou van Rhijn                             | Leichtathletik  | 200 m (T44) – Frauen                        |
| Michael Schoenmaker                          | Schwimmen       | 50 m Brust (SB3) – Männer                   |
| Lisette Teunissen                            | Schwimmen       | 50 m Rücken (S4) – Frauen                   |
| Esther Vergeer                               | Rollstuhltennis | Einzel – Frauen                             |
| Kelly van Zon                                | Tischtennis     | Einzel (Klasse 7) – Frauen                  |
| Esther Vergeer Marjolein Buis                | Rollstuhltennis | Doppel – Frauen                             |
| Mischa Rossen Marcel van de Veen Udo Hessels | Segeln          | Drei-Mann-Kielboot                          |

### Silber
| Name                           | Sportart        | Wettkampf                                |
| ------------------------------ | --------------- | ---------------------------------------- |
| Maurice Deelen                 | Schwimmen       | 50 m Freistil (S8) – Männer              |
| Aniek van Koot                 | Rollstuhltennis | Einzel – Frauen                          |
| Alyda Norbruis                 | Radfahren       | Einzelzeitfahren Straße (C1–C3) – Frauen |
| Marlou von Rhijn               | Leichtathletik  | 100 m – Frauen                           |
| Amy Siemons                    | Leichtathletik  | 100 m (T34) – Frauen                     |
| Amy Siemons                    | Leichtathletik  | 200 m T34 – Frauen                       |
| Magda Toeters                  | Schwimmen       | 100 m Brust (SB14) – Frauen              |
| Laura de Vaan                  | Radfahren       | Straßenrennen (H4) – Frauen              |
| Kenny van Weeghel              | Leichtathletik  | 400 m (T54) – Männer                     |
| Jiske Griffioen Aniek van Koot | Rollstuhltennis | Doppel – Frauen                          |

### Bronze
| Name | Sportart            | Wettkampf                       |
| --- | ------------------- | ------------------------------- |
| Lisa den Braber | Schwimmen           | 100 m Brust (SB7) – Frauen      |
| Maurice Deelen | Schwimmen           | 200 m Brust (SB8) – Männer      |
| Maurice Deelen | Schwimmen           | 200 m Lagen (SM8) – Männer      |
| Marc Evers | Schwimmen           | 100 m Brust (SB14) – Männer     |
| Kathrin Goeken | Radfahren           | Straßenrennen – Frauen          |
| Jiske Griffioen | Rollstuhltennis     | Einzel – Frauen                 |
| Roland Hertog | Leichtathletik      | Speerwurf (F44) – Männer        |
| Frank Hosmar | Reiten              | Championshiptest (Grade IV)     |
| Frank Hosmar | Reiten              | Kür (Grad IV)                   |
| Mirjam de Koning-Peper | Schwimmen           | 100 m Rücken (S6) – Frauen      |
| Marlou van der Kulk | Schwimmen           | 100 m Rücken (S14) – Frauen     |
| Marlou van der Kulk | Schwimmen           | 200 m Lagen (S14) – Frauen      |
| Gerben Last | Tischtennis         | Einzel (Klasse 9) – Männer      |
| Rinne Oost | Radfahren           | Zeitfahren (B) – Männer         |
| Thierry Schmitter | Segeln              | Ein-Mann-Kielboot               |
| Laura de Vaan | Radfahren           | Zeitfahren Straße (H4) – Frauen |
| Ronald Vink | Rollstuhltennis     | Einzel – Männer                 |
| Desiree Vranken | Leichtathletik      | 200 m (T34) – Frauen            |
| Inge Huitzing, Lucie Houwen, Jitske Visser, Roos Oosterbaan, Sanne Timmerman, Petra Garnier, Miranda Wevers, Cher Korver, Saskia Pronk, Barbara van Bergen, Carolina de Rooij-Versloot, Mariska Beijer | Rollstuhlbasketball | Frauen                          |

## Teilnehmer nach Sportart

### 7er-Fußball
| Wettbewerb            | Männer |
| --------------------- | --- |
| Athleten              | Bart Adelaars, Lars Conijn, Daan Dikken, Peter Kooij, Stephan Lokhoff, Joey Mense, Dennis Straatman, John Swinkels, George van Altena, Iljas Visker, Jeroen Voogd, Abel Walraven |
| Gruppenphase          | Iran 1:4 Russland 0:8 Argentinien 4:1 |
| Trostrunde            | USA 5:0 |
| Spiel um den 5. Platz | Argentinien 3:0 |
| Platzierung           | Platz 5 |

### Bogenschießen
| Athleten        | Wettbewerb                 | 1. Runde | 1. Runde | 2. Runde     | 2. Runde | Achtelfinale  | Achtelfinale  | Viertelfinale | Viertelfinale | Halbfinale    | Halbfinale    | Finale        | Finale        | Rang          |
| Athleten        | Wettbewerb                 | Ringe    | Rang     | Gegner       | Ergebnis | Gegner        | Ergebnis      | Gegner        | Ergebnis      | Gegner        | Ergebnis      | Gegner        | Ergebnis      | Rang          |
| --------------- | -------------------------- | -------- | -------- | ------------ | -------- | ------------- | ------------- | ------------- | ------------- | ------------- | ------------- | ------------- | ------------- | ------------- |
| Männer          |                            |          |          |              |          |               |               |               |               |               |               |               |               |               |
| Johan Wildeboer | Einzel Recurve (W1 und W2) | 588      | 13       | Russel Wolfe | 0:6      | ausgeschieden | ausgeschieden | ausgeschieden | ausgeschieden | ausgeschieden | ausgeschieden | ausgeschieden | ausgeschieden | ausgeschieden |

### Leichtathletik
| Athleten          | Wettbewerb          | Vorlauf / Vorkampf | Vorlauf / Vorkampf | Halbfinale   | Halbfinale | Finale             | Finale             | Rang               |
| Athleten          | Wettbewerb          | Zeit / Weite       | Rang               | Zeit / Weite | Rang       | Zeit / Weite       | Rang               | Rang               |
| ----------------- | ------------------- | ------------------ | ------------------ | ------------ | ---------- | ------------------ | ------------------ | ------------------ |
| Frauen            |                     |                    |                    |              |            |                    |                    |                    |
| Iris Pruysen      | 100 m T44           | 14,87 s            | 11                 | –            | –          | nicht qualifiziert | nicht qualifiziert | nicht qualifiziert |
| Iris Pruysen      | 200 m T44           | DNS                | DNS                | –            | –          | nicht qualifiziert | nicht qualifiziert | nicht qualifiziert |
| Iris Pruysen      | Weitsprung (F42–44) | –                  | –                  | –            | –          | 976 P.             | 4,87 m             | 4                  |
| Amy Siemons       | 100 m T34           | 19,94 s            | 2                  | –            | –          | 19,49 s            | 2                  | Silber             |
| Amy Siemons       | 200 m T34           | 34,88 s            | 3                  | –            | –          | 34,16 s            | 2                  | Silber             |
| Marlou van Rhijn  | 100 m T44           | 13,27 s (WR T43)   | 1                  | –            | –          | 13,32 s            | 2                  | Silber             |
| Marlou van Rhijn  | 200 m T34           | 26,97 s (WR T43)   | 1                  | –            | –          | 26,18 s (WR T43)   | 1                  | Gold               |
| Marije Smits      | 100 m T42           | –                  | –                  | –            | –          | 18,28 s            | 8                  | 8                  |
| Marije Smits      | Weitsprung (F42–44) | –                  | –                  | –            | –          | 881 P.             | 3,59 m             | 11                 |
| Suzan Verdujin    | 100 m T44           | 14,45 s            | 9                  | –            | –          | nicht qualifiziert | nicht qualifiziert | nicht qualifiziert |
| Suzan Verdujin    | 200 m T44           | 28,92 s            | 5                  | –            | –          | 28,74 s            | 5                  | 5                  |
| Suzan Verdujin    | Weitsprung (F42–44) | –                  | –                  | –            | –          | 912 P.             | 34,53 m            | 10                 |
| Desiree Vranken   | 100 m T34           | 20,69 s            | 5                  | –            | –          | 20,37 s            | 4                  | 4                  |
| Desiree Vranken   | 200 m T34           | 35,56 s            | 4                  | –            | –          | 34,85 s            | 3                  | Bronze             |
| Männer            |                     |                    |                    |              |            |                    |                    |                    |
| Jelmar Bos        | 100 m T37           | 12,23 s            | 14                 | –            | –          | nicht qualifiziert | nicht qualifiziert | nicht qualifiziert |
| Roland Hertog     | Speerwurf (F44)     | –                  | –                  | –            | –          | 55,83 m            | 3                  | Bronze             |
| Stefan Rusch      | 100 m T34           | 16,79 s            | 4                  | –            | –          | 16,74              | 6                  | 6                  |
| Stefan Rusch      | 200 m T34           | 30,57 s            | 7                  | –            | –          | 39,63 s            | 6                  | 6                  |
| Henk Schuiling    | 100 m T34           | 17,18 s            | 7                  | –            | –          | 17,32 s            | 7                  | 7                  |
| Henk Schuiling    | 200 m T34           | 31,10 s            | 7                  | –            | –          | nicht qualifiziert | nicht qualifiziert | nicht qualifiziert |
| Kenny van Weeghel | 100 m T54           | 14,21 s            | 6                  | –            | –          | 14,87 s            | 8                  | 8                  |
| Kenny van Weeghel | 400 m T54           | 48,06 s            | 3                  | –            | –          | 47,12 s            | 2                  | Silber             |

### Radsport

#### Straße
| Athleten                                    | Wettbewerb            | Zeit         | Rang   |
| ------------------------------------------- | --------------------- | ------------ | ------ |
| Frauen                                      |                       |              |        |
| Kathrin Goeken (Pilot: Kim van Dijk)        | Straßenrennen B       | 2:12:56 h    | Bronze |
| Kathrin Goeken (Pilot: Kim van Dijk)        | Einzelzeitfahren B    | 35:02,73     | Gold   |
| Joleen Hakker (Pilot: Samantha van Steenis) | Straßenrennen B       | DNF          | DNF    |
| Joleen Hakker (Pilot: Samantha van Steenis) | Einzelzeitfahren B    | 37:27,87 min | 9      |
| Alyda Norbruis                              | Straßenrennen C1-C3   | DNS          | DNS    |
| Alyda Norbruis                              | Zeitfahren C1-C3      | DNS          | DNS    |
| Laura de Vaan                               | Straßenrennen H4      | 1:41,21 h    | Silber |
| Laura de Vaan                               | Einzelzeitfahren H4   | 30:24,82     | Bronze |
| Männer                                      |                       |              |        |
| Bastiaan Gruppen                            | Straßenrennen C4–5    | 2:02,09 h    | 21     |
| Bastiaan Gruppen                            | Einzelzeitfahren C4–5 | 33:25,75     | 5      |
| Rinne Oost (Pilot: Patrick Bos)             | Straßenrennen B       | 2:29,47 h    | 8      |
| Rinne Oost (Pilot: Patrick Bos)             | Einzelzeitfahren B    | 32:33,72     | 12     |
| Jetze Plat                                  | Straßenrennen H4      | 2:00,35 h    | 4      |
| Jetze Plat                                  | Einzelzeitfahren H4   | 27:40,50     | 8      |
| Johan Reekers                               | Straßenrennen H4      | 2:00,35 h    | 7      |
| Johan Reekers                               | Einzelzeitfahren H4   | 27:06,99     | 6      |

#### Bahn
Sprint
| Athleten                        | Wettbewerb | Qualifikation | Qualifikation | Viertelfinale    | Viertelfinale | Halbfinale | Halbfinale | Finale                                      | Finale     | Rang |
| Athleten                        | Wettbewerb | Ringe         | Rang          | Gegner           | Ergebnis      | Gegner     | Ergebnis   | Gegner                                      | Ergebnis   | Rang |
| ------------------------------- | ---------- | ------------- | ------------- | ---------------- | ------------- | ---------- | ---------- | ------------------------------------------- | ---------- | ---- |
| Männer                          |            |               |               |                  |               |            |            |                                             |            |      |
| Rinne Oost (Pilot: Patrick Bos) | Sprint B   | 10,535        | 4             | Tatsuyuki Oshiro | 1:2           | –          | –          | Rennen um den 5. Platz: Christos Stefanakis | 12,581 (W) | 5    |

Zeitfahren
| Athleten                        | Wettbewerb      | Zeit       | Rang   |
| ------------------------------- | --------------- | ---------- | ------ |
| Frauen                          |                 |            |        |
| Alyda Norbruis                  | Zeitfahren C1–3 | 39,174 min | Silber |
| Männer                          |                 |            |        |
| Rinne Oost (Pilot: Patrick Bos) | Zeitfahren B    | 1:03,052 h | Bronze |

Einerverfolgung
| Frauen         |                      |              |   |                    |                    |                    |
| Alyda Norbruis | Einerverfolgung C1–3 | 4:30,507 min | 5 | nicht qualifiziert | nicht qualifiziert | nicht qualifiziert |

### Reiten
| Athleten                                                | Wettbewerb         | Punkte  | Rang   |
| ------------------------------------------------------- | ------------------ | ------- | ------ |
| Gert Bolmer mit Milano de Flore & Vorman                | Einzel Pflicht II  | 70.143  | 7      |
| Gert Bolmer mit Milano de Flore & Vorman                | Einzel Kür Ia      | 671.650 | 7      |
| Frank Hosmar mit Alphaville                             | Einzel Pflicht IV  | 73.097  | Bronze |
| Frank Hosmar mit Alphaville                             | Einzel Kür IV      | 78.600  | Bronze |
| Petra van de Sande mit Valencia Z                       | Einzel Pflicht II  | 74.476  | 4      |
| Petra van de Sande mit Valencia Z                       | Einzel Kür II      | 61.450  | 18     |
| Sanne Voets mit Carraig Dubh & Vedet PB                 | Einzel Pflicht III | 68.767  | 5      |
| Sanne Voets mit Carraig Dubh & Vedet PB                 | Einzel Kür III     | 75.400  | 4      |
| Gert Bolmer Frank Hosmar Petra van de Sande Sanne Voets | Team               | 426.253 | 4      |

### Rollstuhlbasketball
| Wettbewerb     | Frauen |
| -------------- | --- |
| Athleten       | Inge Huitzing Lucie Houwen Jitske Visser Roos Oosterbaan Sanne Timmerman Petra Garnier Miranda Wevers Cher Korver Saskia Pronk Barbara van Bergen Carolina de Rooij-Versloot Mariska Beijer |
| Gruppenphase   | Großbritannien 62:35 Kanada 70:59 Australien 49:58 Brasilien 55:42 |
| Viertelfinale: | China 59:37 |
| Halbfinale     | Deutschland 46:49 |
| Bronzematch    | Vereinigte Staaten 71:47 |
| Platzierung    | Silber |

### Rollstuhltennis
| Athleten                       | Wettbewerb | 1. Runde             | 1. Runde | 2. Runde             | 2. Runde | Achtelfinale                 | Achtelfinale  | Viertelfinale                   | Viertelfinale      | Halbfinale                               | Halbfinale         | Finale                            | Finale             | Rang               |                    |
| Athleten                       | Wettbewerb | Gegner               | Ergebnis | Gegner               | Ergebnis | Gegner                       | Ergebnis      | Gegner                          | Ergebnis           | Gegner                                   | Ergebnis           | Gegner                            | Ergebnis           | Rang               |                    |
| ------------------------------ | ---------- | -------------------- | -------- | -------------------- | -------- | ---------------------------- | ------------- | ------------------------------- | ------------------ | ---------------------------------------- | ------------------ | --------------------------------- | ------------------ | ------------------ | ------------------ |
| Frauen                         |            |                      |          |                      |          |                              |               |                                 |                    |                                          |                    |                                   |                    |                    |                    |
| Marjolein Buis                 | Einzel     | -                    | -        | Ratana Techamaneewat | 6:2, 6:1 | Mackenzie Soldan             | 6:2, 6:0      | Sabine Ellerbrock               | 6:2, 5:7, 2:6      | nicht qualifiziert                       | nicht qualifiziert | nicht qualifiziert                | nicht qualifiziert | nicht qualifiziert |                    |
| Jiske Griffioen                | Einzel     | -                    | -        | Natalia Mayara       | 6:2, 6:0 | Kgothatso Montjane           | 6:2, 6:2      | Lucy Shuker                     | 6:4, 6:2           | Esther Vergeer                           | 0:6, 3:6           | Bronzematch: Sabine Ellerbrock    | 6:2, 7:6           | Bronze             |                    |
| Anniek van Koot                | Einzel     | -                    | -        | Janel Manns          | 6:0, 6:0 | Francisca Mardones           | 6:0, 6:0      | Yui Kamiji                      | 7:6, 7:5           | Sabine Ellerbrock                        | 7:5, 6:2           | Esther Vergeer                    | 0:6, 3:6           | Silber             |                    |
| Esther Vergeer                 | Einzel     | -                    | -        | Kanako Domori        | 6:0, 6:0 | Katharina Krüger             | 6:0, 6:0      | Sakhorn Khanthasit              | 6:1, 6:0           | Jiske Griffioen                          | 6:0, 6:3           | Aniek van Koot                    | 6:0, 6:3           | Gold               |                    |
| Marjolein Buis Esther Vergeern | Doppel     | –                    | –        | –                    | –        | Freilos                      | Freilos       | Bernal Villalobos Martinez Vega | 6:0, 6:1           | Sakhorn Khanthasit/ Ratana Techamaneewat | 6:0, 6:1           | Jiske Griffioen Aniek van Koot    | 6:1, 6:3           | Gold               |                    |
| Jiske Griffioen Aniek van Koot | Doppel     | –                    | –        | –                    | –        | Freilos                      | Freilos       | Hwang Myung-Hee Park Ju-Youn    | 6:0, 6:2           | Jordanne Whiley/ Lucy Shuker             | 6:4, 6:3           | Marjolein Buis Esther Vergeern    | 1:6, 3:6           | Silber             |                    |
| Männer                         |            |                      |          |                      |          |                              |               |                                 |                    |                                          |                    |                                   |                    |                    |                    |
| Robin Ammerlaan                | Einzel     | David Chabrecek      | 6:2, 6:1 | László Farkas        | 6:2, 6:1 | Michaël Jeremiasz            | 6:4, 0:6, 3:6 | nicht qualifiziert              | nicht qualifiziert | nicht qualifiziert                       | nicht qualifiziert | nicht qualifiziert                | nicht qualifiziert | nicht qualifiziert |                    |
| Tom Egberink                   | Einzel     | Marc McCarroll       | 6:4, 6:3 | Ben Weekes           | 6:2, 6:2 | Stéphane Houdet              | 2:6, 2:6      | nicht qualifiziert              | nicht qualifiziert | nicht qualifiziert                       | nicht qualifiziert | nicht qualifiziert                | nicht qualifiziert | nicht qualifiziert |                    |
| Maikel Scheffers               | Einzel     | Tadeusz Kruszelnicki | 6:3, 6:1 | Wasiu Yusuf          | 6:2, 6:1 | Frédéric Cattaneo            | 6:0, 6:2      | Gordon Reid                     | 6:3, 6:3           | Stéphane Houdet                          | 3:6, 2:6           | Bronzematch: Ronald Vink          | 6:4, 6:7, 4:6      | 4                  |                    |
| Ronald Vink                    | Einzel     | Suwitchai Merngprom  | 6:2, 6:1 | Daniel Caverzaschi   | 6:1, 6:0 | Adam Kellerman               | 6:3, 6:2      | Joachim Gérard                  | 7:6, 2:6, 6:3      | Shingo Kunieda                           | 2:6, 2:6           | Bronzematch: Maikel Scheffers     | 4:6, 7:6, 6:4      | Bronze             |                    |
| Robin Ammerlaan Ronald Vink    | Doppel     | –                    | –        | Freilos              | Freilos  | Mauricio Pommê Carlos Santos | 6:3, 6:0      | Takuya Miki/ Takashi Sanada     | 1:6, 6:2, 6:3      | Frédéric Cattaneo Nicolas Peifer         | 3:6, 2:6           | Stéphane Houdet Michaël Jeremiasz | 0:6, 0:6           | 4                  |                    |
| Tom Egberink Maikel Scheffers  | Doppel     | –                    | –        | Freilos              | Freilos  | Lee Ha-Gel Oh Sang-Ho        | 6:3, 6:2      | Stefan Olsson/ Peter Vikström   | 3:6, 2:6           | Jiske Griffioen Aniek van Koot           | nicht qualifiziert | nicht qualifiziert                | nicht qualifiziert | nicht qualifiziert | nicht qualifiziert |

### Schwimmen
| Athleten               | Wettbewerb            | Vorlauf                           | Vorlauf | Finale             | Finale             | Rang               |
| Athleten               | Wettbewerb            | Zeit                              | Rang    | Zeit               | Rang               | Rang               |
| ---------------------- | --------------------- | --------------------------------- | ------- | ------------------ | ------------------ | ------------------ |
| Frauen                 |                       |                                   |         |                    |                    |                    |
| Lisa den Braber        | 100 m Brust SB7       | 1:37,61 min                       | 3       | 1:37,02 min        | 3                  | Bronze             |
| Lisa den Braber        | 400 m Freistil SB7    | 5:34,18 min                       | 10      | ausgeschieden      | ausgeschieden      | ausgeschieden      |
| Mirjam de Koning-Peper | 50 m Freistil (S6)    | 35,05 s                           | 1       | 34,77 s            | 1                  | Gold               |
| Mirjam de Koning-Peper | 100 m Freistil (S6)   | DNS                               | DNS     | nicht qualifiziert | nicht qualifiziert | nicht qualifiziert |
| Mirjam de Koning-Peper | 100 m Rücken (S6)     | 1:29,86 min                       | 3       | 1:29,04 min        | 3                  | Bronze             |
| Mirjam de Koning-Peper | 200 m Lagen (SM6)     | DNS                               | DNS     | nicht qualifiziert | nicht qualifiziert | nicht qualifiziert |
| Mirjam de Koning-Peper | 400 m Freistil (S6)   | 5:44,63 min                       | 3       | 5:38,06 min        | 4                  | 4                  |
| Marlou van der Kulk    | 100 m Brust (SB14)    | 1:23,45 min                       | 5       | 1:24,43 min        | 6                  | 6                  |
| Marlou van der Kulk    | 100 m Rücken (S14)    | 1:09,98 min                       | 2       | 1:09,50 min        | 3                  | Bronze             |
| Marlou van der Kulk    | 200 m Freistil (S14)  | 2:14,43 min                       | 2       | 2:14,80 min        | 3                  | Bronze             |
| Chantal Molenkamp      | 50 m Freistil (S10)   | 30,09 s                           | 11      | nicht qualifiziert | nicht qualifiziert | nicht qualifiziert |
| Chantal Molenkamp      | 100 m Freistil (S10)  | 1:06,52 min                       | 11      | nicht qualifiziert | nicht qualifiziert | nicht qualifiziert |
| Marije Oosterhuis      | 50 m Freistil (S10)   | 30,24 s                           | 12      | nicht qualifiziert | nicht qualifiziert | nicht qualifiziert |
| Marije Oosterhuis      | 100 m Rücken (S10)    | 1:14,42 min                       | 9       | nicht qualifiziert | nicht qualifiziert | nicht qualifiziert |
| Marije Oosterhuis      | 400 m Freistil (S10)  | 5:03,80 min                       | 10      | nicht qualifiziert | nicht qualifiziert | nicht qualifiziert |
| Romy Pansters          | 50 m Freistil (S8)    | 34,66 s                           | 15      | nicht qualifiziert | nicht qualifiziert | nicht qualifiziert |
| Romy Pansters          | 100 m Freistil (S8)   | 1:14,55 min                       | 10      | nicht qualifiziert | nicht qualifiziert | nicht qualifiziert |
| Romy Pansters          | 400 m Freistil (S8)   | 5:19,80 min                       | 7       | 5:30,71 min        | 8                  | 8                  |
| Lisette Teunissen      | 50 m Freistil (S5)    | 46,63 s                           | 8       | 44,82 s            | 8                  | 8                  |
| Lisette Teunissen      | 50 m Rücken (S4)      | 52,90 s                           | 1       | 51,51 s            | 1                  |                    |
| Lisette Teunissen      | 200 m Freistil (S5)   | 3:27,74 min                       | 7       | 3:22,67 min        | 7                  | 7                  |
| Magda Toeters          | 100 m Brust (SB14)    | 1:20,51 min                       | 2       | 1:20,64 min        | 2                  | Silber             |
| Magda Toeters          | 200 m Freistil (S14)  | 2:17,11 min                       | 7       | 2:17,70 min        | 7                  | 7                  |
| Männer                 |                       |                                   |         |                    |                    |                    |
| Maurice Deelen         | 50 m Freistil (S8)    | 26,48 s                           | 2       | 26,29 s            | 2                  | Silber             |
| Maurice Deelen         | 100 m Freistil (S8)   | 59,88                             | 4       | 58,65 s            | 4                  | 4                  |
| Maurice Deelen         | 100 m Brust (S8)      | 1:11,02                           | 2       | 1:11,09 min        | 3                  | Bronze             |
| Maurice Deelen         | 200 m Lagen (SM8)     | 2:27,44 min                       | 1       | 2:27,12 min        | 3                  | Bronze             |
| Marc Evers             | 100 m Brust (SB14)    | 1:08,46 min                       | 3       | 1:08,46 min        | 3                  | Bronze             |
| Marc Evers             | 100 m Rücken (S14)    | 1:03,42                           | 5       | 1:01,85            | 1                  | Gold               |
| Marc Evers             | 200 m Rücken (S14)    | 2:03,03                           | 6       | 2:00,76 min        | 4                  | 4                  |
| Michael Schoenmaker    | 50 m Freistil (S4)    | 43,16 s                           | 9       | ausgeschieden      | ausgeschieden      | ausgeschieden      |
| Michael Schoenmaker    | 50 m Brust (SB3)      | 51,39 s                           | 3       | 50,00 s            | 1                  | Gold               |
| Michael Schoenmaker    | 100 m Freistil (S4)   | 1:30,23 min                       | 8       | 1:28,63 min        | 8                  | 8                  |
| Michael Schoenmaker    | 150 m Lagen (SM4)     | DQ                                | DQ      | ausgeschieden      | ausgeschieden      | ausgeschieden      |
| Michael Schoenmaker    | 200 m Freistil (S4)   | 3:14,16 min                       | 7       | 3:12,22 min        | 7                  | 7                  |
| Michel Tielbeke        | 100 m Brust (SB12)    | 1:12,93 min Swim Off: 1:11,60 min | 8       | ausgeschieden      | ausgeschieden      | ausgeschieden      |
| Mike van der Zanden    | 100 m Butterfly (S10) | 59,00 s                           | 5       | 59,39 s            | 6                  |                    |
| Mike van der Zanden    | 400 m Freistil (S10)  | 4:21,12 min                       | 10      | ausgeschieden      | ausgeschieden      | ausgeschieden      |

### Segeln
| Athleten                                       | Wettbewerb                 | Punkte | Rang   |
| ---------------------------------------------- | -------------------------- | ------ | ------ |
| Thierry Schmitter                              | Einer Kielboot             | 37     | Bronze |
| Udo Hessels, Mischa Rossen, Marcel van de Veen | Drei-Mann-Kielboot (Sonar) | 20     | Gold   |

### Sitzvolleyball

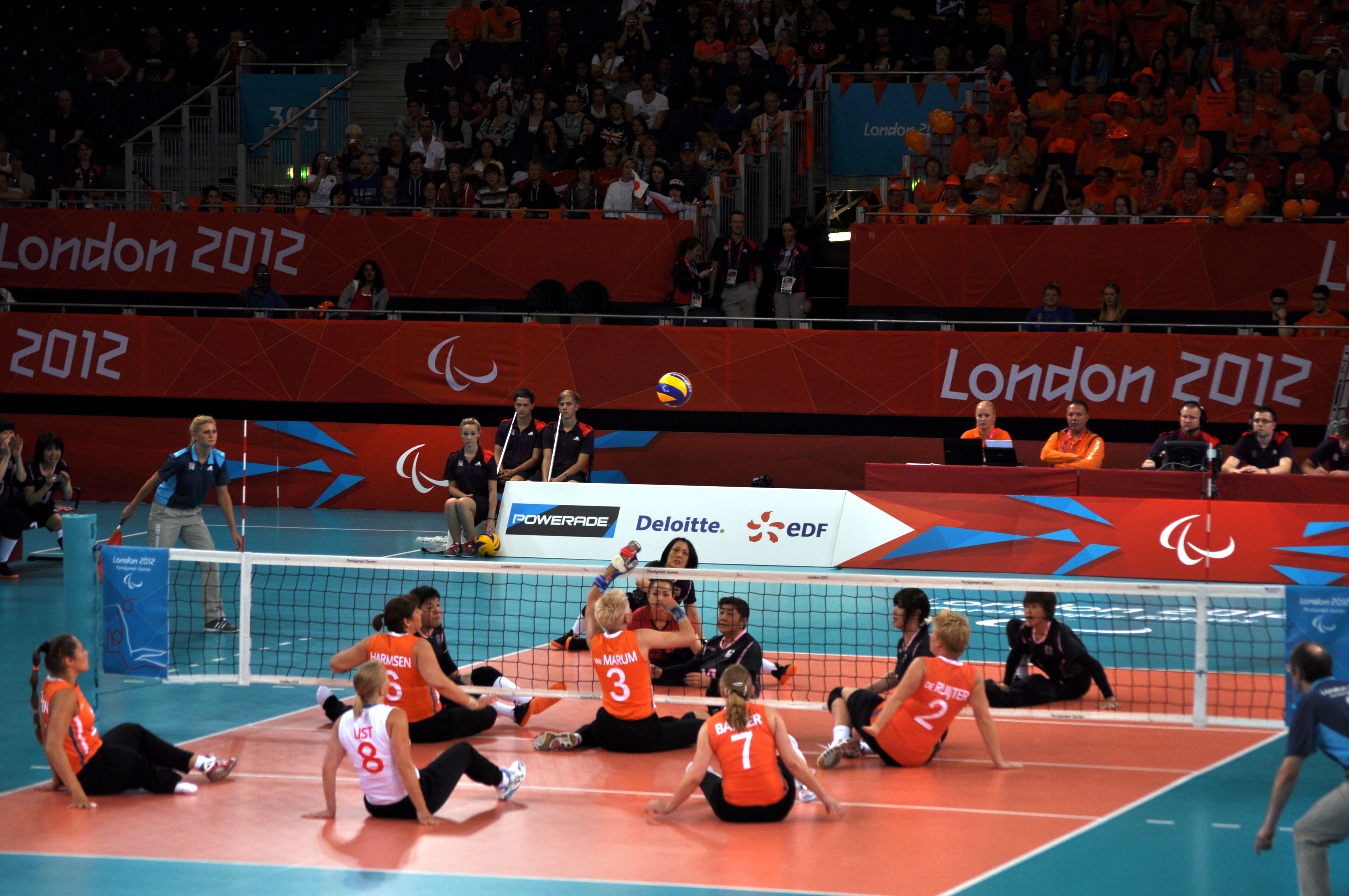
Niederländisches Volleyballteam

| Wettbewerb   | Frauen |
| ------------ | --- |
| Athleten     | Elvira Stinissen SMarieke de Ruijter Djoke van Marum Rika de Vries Karin van der Haar Karin Harmsen Sanne Bakker Paula List Jolanda Slenter Josien Ten Thije Anne Raben |
| Gruppenphase | Japan 3:1 Großbritannien 0:3 Ukraine 1:3 |
| Halbfinale   | China 3:2 |
| Bronzematch  | Ukraine0:3 |
| Platzierung  | 4. Platz |

### Tischtennis
| Athleten                        | Wettbewerb         | Gruppe                                                               | 1. Runde           | 1. Runde           | Viertelfinale       | Viertelfinale      | Halbfinale         | Halbfinale         | Finale                         | Finale             | Rang               |
| Athleten                        | Wettbewerb         | Gruppe                                                               | Gegner             | Ergebnis           | Gegner              | Ergebnis           | Gegner             | Ergebnis           | Gegner                         | Ergebnis           | Rang               |
| ------------------------------- | ------------------ | -------------------------------------------------------------------- | ------------------ | ------------------ | ------------------- | ------------------ | ------------------ | ------------------ | ------------------------------ | ------------------ | ------------------ |
| Frauen                          |                    |                                                                      |                    |                    |                     |                    |                    |                    |                                |                    |                    |
| Wendy Schrijver                 | Einzel (Klasse 7)  | Viktoriia Safonova (1:3) Faiza Mahmoud (3:1) Yulia Ovsyannikova(0:3) | nicht qualifiziert | nicht qualifiziert | nicht qualifiziert  | nicht qualifiziert | nicht qualifiziert | nicht qualifiziert | nicht qualifiziert             | nicht qualifiziert | nicht qualifiziert |
| Kelly van Zon                   | Einzel (Klasse 7)  | Giselle Muñoz (3:1) Kübra Öçsoy Korkut (3:1) Anne Barnéoud(3:1)      | -                  | -                  | -                   | -                  | Viktoriia Safonova | 3:2                | Yulia Ovsyannikova             | 3:1                | Gold               |
| Wendy Schrijver Ingela Lundbäck | Team (Klasse 6–10) | (2:3)                                                                | –                  | –                  | nicht qualifiziert  | nicht qualifiziert | nicht qualifiziert | nicht qualifiziert | nicht qualifiziert             | nicht qualifiziert | nicht qualifiziert |
| Männer                          |                    |                                                                      |                    |                    |                     |                    |                    |                    |                                |                    |                    |
| Tonnie Heijnen                  | Einzel (Klasse 9)  | Iurii Nozdrunov 1:3) Andreas Aulie (3:2)                             | -                  | -                  | nicht qualifiziert  | nicht qualifiziert | nicht qualifiziert | nicht qualifiziert | nicht qualifiziert             | nicht qualifiziert | nicht qualifiziert |
| Gerben Last                     | Einzel (Klasse 9)  | Freilos                                                              | Freilos            | Freilos            | Thomas Bouvais      | 3:1                | Stanislaw Fraczyk  | 2:3                | Bronze Match: Cedrik Cabestany | 3:1                | Bronze             |
| Tonnie Heijnen Gerben Last      | Team (Klasse 9–10) | -                                                                    | Agypten            | 3:2                | China Volksrepublik | 0:3                | ausgeschieden      | ausgeschieden      | ausgeschieden                  | ausgeschieden      | ausgeschieden      |